# Уиндем, Макс, 2-й барон Эгремонт
Джон Макс Генри Скауэн Уиндем, 7-й барон Ликонфилд, 2-й барон Эгремонт, также известный как Макс Эгремонт (англ. John Max Henry Scawen Wyndham, 7th Baron Leconfield, 2nd Baron Egremont; род. 21 апреля 1948 года) — британский биограф и писатель.

## Ранняя жизнь
Родился 21 апреля 1948 года. Старший сын Джона Эдварда Реджинальда Уиндема, 6-го барона Ликонфилда и 1-го барона Эгремонта (1920—1972), и Памелы Уиндем-Куин (1925—2013). Он сменил своего отца в качестве 7-го барона Ликонфилда и 2-го барона Эгремонта в 1972 году. Он является прямым потомком сэра Джона Уиндема (1558—1645). Он живёт в фамильном поместье Петворт-Хаус в Сассексе, который его семья передала Национальному фонду в 1947 году.
Макс Эгремонт вырос в Петворте в Западном Сассексе. Он получил образование сначала в школе Хизердаун близ Аскота, затем в Итонском колледже и в Крайст-Черче в Оксфорде, где он читал современную историю.

## Карьера
Он работал в американской издательской фирме Crowell Collier Macmillan и в штате сенатора США Хью Скотта в Вашингтоне. После смерти отца в 1972 году Эгремонт переехал в Петворт и стал 2-м бароном Эгремонтом и 7-м бароном Леконфилдом.

## Писатель
Первая книга Эгремонта «Кузены, дружба, мнения и деятельность Уилфрида Скауэна Бланта и Джорджа Уиндема» была опубликована в 1977 году и получила премию Yorkshire Post за лучшую первую книгу этого года. Его следующей работой был Бальфур, Жизнь Артура Джеймса Бальфура, опубликованная в 1980 году. Затем он написал четыре романа: «Дамский угодник» (1983), «Дорогие тени» (1986), «Нарисованные жизни» (1989) и «Вторая весна» (1993). Биография генерал-майора сэра Эдварда Спирсапод двумя флагами, был опубликован в 1997 году и был номинирован на Вестминстерскую медаль за военную историю. Он был назначен официальным биографом Зигфрида Сассуна сыном Сассуна Джорджем. Зигфрид Сассун вышел в 2005 году и был номинирован на Мемориальную премию Джеймса Тейта Блэка. В 2011 году он опубликовал Забытую землю, Путешествия среди призраков Восточной Пруссии. В 2014 году он опубликовал «Отчаянную славу», которую знали поэты Первой мировой войны. В 2017 году Эгремонт был соавтором с Фрэнсис Кэри Käthe Kollwitz, Портрет художника, каталог, который сопровождал передвижную выставку работ Кольвица. Он был избран членом Королевского литературного общества в 2001 году . Короткая книга Эгремонта The Connel Guide to World War 1 была опубликована в 2017 году.

## Другие интересы
Он был попечителем коллекции Уоллеса с 1988 по 2000 год, Британского музея с 1990 по 2000 год и членом Королевской комиссии по историческим рукописям с 1989 по 2001 год. С 1985 года — председатель Общества друзей национальных библиотек, с 1995 года-Национального фонда сохранения рукописей. Он является президентом Фонда наследия Сассекса и Сассексского отделения Совета по защите сельской Англии.

## Книги
- The Cousins (William Collins 1977)
- Balfour (William Collins1980)
- The Ladies’ Man (Secker & Warburg 1983)
- Dear Shadows (Secker & Warburg 1986)
- Painted Lives (Hamish Hamilton 1989)
- Second Spring (Hamish Hamilton 1993)
- Under Two Flags (Weidenfeld & Nicolson 1997)
- Siegfried Sassoon: A Poet and His Library (Grolier Club 2002)
- Siegfried Sassoon (Picador 2005)
- Forgotten Land: Journeys Among the Ghosts of East Prussia (Picador 2011)
- Some Desperate Glory: The First World War the Poets Knew (Picador 2014)
- Käthe Kollwitz, with Frances Carey (British Museum 2018)
- All You Need to Know About World War 1 (Connel 2018)
- The Glass Wall: Lives on the Baltic Frontier (Farrar, Straus and Giroux 2021)

## Семья
15 апреля 1978 года Макс Уиндем женился на дизайнере сада Одри Кэролайн Нельсон (р. 16 января 1949), дочери Энтони Ронана Нельсона (1906—1997) и достопочтенный Одри Элизабет Пэджет (1922—1991). У супругов было четверо детей:
- Джессика Мэри Уиндем (р. 27 апреля 1979), муж — Адам Ричардс, от брака с которым у неё одна дочь
- Констанс Роуз Уиндем (р. 20 декабря 1980)
- Достопочтенный Джордж Ронан Валентайн Уиндем (р. 31 июля 1983)
- Мэри Кристиан Уиндем (р. 4 октября 1985).